# النزاع بين قرغيزستان وطاجيكستان 2022
استؤنفت الاشتباكات المتفرقة بين قيرغيزستان وطاجيكستان في 27 يناير 2022، بعد سلسلة من الاشتباكات في ربيع وصيف عام 2021 بين البلدين. في 14 سبتمبر 2022، تصاعد الصراع حيث ألقى الطرفان باللوم على بعضهما البعض في البدء بالتصعيد. استمر النزاع الحدودي لمدة يومين، وبعد ذلك وفي ليلة 16 سبتمبر 2022 تم الاتفاق على اتفاق لوقف إطلاق النار. ومع ذلك، تم كسر الاتفاق بعد فترة وجيزة.